# Kyrsteniopsis
Kyrsteniopsis är ett släkte av korgblommiga växter. Kyrsteniopsis ingår i familjen korgblommiga växter.
Kladogram enligt Catalogue of Life:
| Kyrsteniopsis | \| \| Kyrsteniopsis congesta \| \| \| \| \| \| Kyrsteniopsis cymulifera \| \| \| \| \| \| Kyrsteniopsis dibollii \| \| \| \| \| \| Kyrsteniopsis nelsonii \| \| \| \| |
|               | \| \| Kyrsteniopsis congesta \| \| \| \| \| \| Kyrsteniopsis cymulifera \| \| \| \| \| \| Kyrsteniopsis dibollii \| \| \| \| \| \| Kyrsteniopsis nelsonii \| \| \| \| |
|               | Kyrsteniopsis congesta |
|               | |
|               | Kyrsteniopsis cymulifera |
|               | |
|               | Kyrsteniopsis dibollii |
|               | |
|               | Kyrsteniopsis nelsonii |
|               | |